# Florent Manaudou
Florent Manaudou (* 12. November 1990 in Villeurbanne, Département Rhône) ist ein französischer Schwimmer und Schauspieler. Über 50 Meter Freistil wurde er Olympiasieger 2012 und Weltmeister 2015.

## Leben

### Kindheit und Jugend
Florent Manaudou wurde in eine sportbegeisterte Familie hineingeboren. Seine Mutter Olga, eine gebürtige Niederländerin, spielte für die Badminton-Auswahl ihres Heimatlandes. Sein Vater Jean-Luc Manaudou, ein Bankangestellter, trainierte ehrenamtlich eine Handballmannschaft. Manaudous vier Jahre ältere Schwester ist die erfolgreiche Freistilschwimmerin Laure Manaudou, Olympiasiegerin und mehrfache Welt- und Europameisterin über die 400-Meter-Freistil-Strecke. Er profitierte eigenen Angaben zufolge durch den Erfolg seiner Schwester („Dank ihr haben sich Türen für mich leichter geöffnet, auch wenn ich viel dafür tun musste, um zu beweisen, dass ich eben nicht nur der Bruder von Laure bin.“).

### Sportkarriere
2008 gelang es Manaudou nicht, sich für die Olympischen Sommerspiele in Peking zu qualifizieren. Er spezialisierte sich in den folgenden Jahren auf die kurze Schmetterlings- und Freistil-Strecke. Bei den Französischen Meisterschaften 2011 wurde er in einer Zeit von 23,66 Sekunden Zweiter über 50 Meter Schmetterling, hinter Frédérick Bousquet (23,60 s). Daraufhin wurde Manaudou in das Aufgebot der französischen Nationalmannschaft für die Weltmeisterschaften in Shanghai berufen. Dort erreichte er das 50-Meter-Schmetterling-Finale, wo er in einer Zeit von 23,49 Sekunden den fünften Platz belegte. Mit der französischen 4-mal-100-Meter-Lagenstaffel in der Besetzung Jérémy Stravius, Hugues Duboscq, Manaudou und Fabien Gilot (3:36,21 min) wurde der WM-Endlauf mit Platz neun knapp verpasst.
2012 musste sich Manaudou bei den Französischen Meisterschaften über die 50-Meter-Freistil-Distanz in 21,95 Sekunden knapp Amaury Leveaux (21,93 s) geschlagen geben. Er wurde daraufhin für das Nationalteam für die Olympischen Sommerspiele in London berücksichtigt. Mit einer persönlichen Bestleistung von 21,86 Sekunden über 50 Meter Freistil angereist, qualifizierte er sich als Sechstschnellster der Halbfinalläufe in 21,80 Sekunden für einen Finalplatz. Als jüngster Teilnehmer des Finals gelang es Manaudou seine Bestzeit auf 21,34 Sekunden zu verbessern und die Goldmedaille über 50-Meter-Freistil vor dem US-Amerikaner Cullen Jones (21,54 s) und dem Weltrekordler und Titelverteidiger César Cielo aus Brasilien (21,59 s) zu gewinnen. Er war der erste Franzose, der bei Olympischen Spielen über diese Strecke siegreich war.
Nach dem Erfolg bei den Olympischen Spielen gewann Manaudou im November 2012 bei den Kurzbahneuropameisterschaften in Chartres fünf Goldmedaillen, neben dem Titel über 50 Meter Freistil wurde er erfolgreich in den beiden Freistil- und Lagenstaffeln (Männer und Gemischt) eingesetzt. Einen Monat später bei den Kurzbahnweltmeisterschaften in Istanbul gewann Manaudou in 20,88 Sekunden Silber hinter dem Russen Wladimir Morosow (20,55 s) und Bronze über die 50-Meter-Brust-Strecke in 26,33 Sekunden hinter dem Norweger Aleksander Hetland (26,30 s) und dem Slowenen Damir Dugonjič (26,33 s).
Bei den folgenden Weltmeisterschaften 2013 in Barcelona gelangte Manaudou über 50 Meter Freistil und 50 Meter Schmetterling in die Endläufe, konnte aber an die vorangegangenen Einzelerfolge nicht anknüpfen. Beim Sieg des Brasilianers César Cielo (21,32 s) im Freistilrennen belegte er in 21,64 Sekunden nur den fünften Platz. Über die Schmetterlingsstrecke erreichte er in 23,35 Sekunden erneut beim Sieg Cielos (23,01 s) nur Platz acht. Mit der französischen 4-mal-100-Meter-Freistilstaffel (gemeinsam mit Yannick Agnel, Fabien Gilot und Jérémy Stravius) gewann Manaudou dann aber seine erste Goldmedaille auf der Langbahn in 3:11,18 Minuten vor den Staffeln aus den Vereinigten Staaten und Russland. 2014 avancierte Manaudou bei den Europameisterschaften in Berlin mit vier gewonnenen Titeln zum erfolgreichsten Beckenschwimmer. Über 50 Meter Freistil unterbot er seine Bestzeit von den Olympischen Spielen um 0,02 Sekunden (21,32 s) und stellte einen neuen Meisterschaftsrekord auf, über 100 Meter Freistil stellte er mit 47,98 Sekunden ebenfalls eine persönliche Bestzeit auf. Über 50 Meter Schmetterling teilte sich Manaudou den Titel in 23,00 Sekunden gemeinsam mit dem zeitgleichen Weißrussen Jauhen Zurkin. Außerdem gewann er Gold mit der französischen 100-Meter-Freistilstaffel (gemeinsam mit Mehdy Metella, Fabien Gilot und Jérémy Stravius) mit 3:11,64 Minuten ebenfalls mit einem Meisterschaftsrekord. Nach den EM-Erfolgen gab Manaudou an, sich fortan auf die 100-Meter-Distanz zu konzentrieren, sowie den Weltrekord über 50 Meter Freistil anzuvisieren.
Bei den Kurzbahnweltmeisterschaften 2014 wurde Manaudou über 50 Meter Freistil in Weltrekordzeit Weltmeister. Außerdem wurde er Weltmeister mit der 4-mal-100-Meter-Freistilstaffel und Vizeweltmeister mit der 4-mal-50-Meter-Lagenstaffel. Ein Jahr später bei den Weltmeisterschaften 2015 im russischen Kasan gewann Manaudou drei Goldmedaillen (50 m Freistil, 50 m Schmetterling, 4 × 100 m Freistil) und wurde daraufhin von der Sportzeitung L’Équipe zu Frankreichs Sportler des Jahres („Champion des champions France“) gewählt.
Bei den Olympischen Sommerspielen 2016 in Rio de Janeiro gewann Manaudou in seinem ersten Wettbewerb, der 4-mal-100-Meter-Freistilstaffel, die Silbermedaille hinter der US-amerikanischen Stafette. Eine weitere Silbermedaille sicherte er sich in Rio im Einzelrennen über 50 Meter Freistil. Bei den nächsten Olympischen Sommerspielen 2020 gewann er wieder Silber über 50 Meter Freistil.
Bei den Olympischen Sommerspielen 2024 in Paris gewann Manadou Bronze über 50 Meter Freistil und ist damit der erste Schwimmer, der vier Medaillen über diese Strecke bei Olympischen Spielen gewinnen konnte. Mit der 4 × 100 m Lagenstaffel gewann er als abschließender Freistilschwimmer ebenfalls die Bronzemedaille.
Florent Manaudou trainiert bei Romain Barnier und ist Mitglied des Schwimmvereins CN Marseille. Er zählt den russischen Schwimmer Alexander Popow zu seinen Vorbildern.

## Persönliche Bestzeiten (50-Meter-Bahn)
| Strecke             | Zeit        | Datum            | Ort              |
| ------------------- | ----------- | ---------------- | ---------------- |
| 50 m Freistil       | 21,32 s     | 24. August 2014  | Berlin           |
| 100 m Freistil      | 47,98 s     | 22. August 2014  | Berlin           |
| 50 m Rücken         | 24,95 s     | 16. Februar 2013 | Nancy            |
| 100 m Rücken        | 55,35 s     | 24. Mai 2009     | Chalon-sur-Saône |
| 50 m Brust          | 27,66 s     | 13. April 2014   | Chartres         |
| 100 m Brust         | 1:07,31 min | 9. Mai 2010      | Oyonnax          |
| 50 m Schmetterling  | 23,00 s     | 19. August 2014  | Berlin           |
| 100 m Schmetterling | 53,27 s     | 24. April 2009   | Montpellier      |

## Filmografie
- 2023: Asterix & Obelix im Reich der Mitte (Astérix et Obélix: L'Empire du Milieu)